# Papaipema aerata
Papaipema aerata är en fjärilsart som beskrevs av Lyman 1901. Papaipema aerata ingår i släktet Papaipema och familjen nattflyn. Inga underarter finns listade i Catalogue of Life.